# Lingua dei segni salomonese
La lingua dei segni salomonese (SISL, Solomon Islands Sign Language) è una lingua dei segni sviluppata dal villaggio dei sordi di Aruliho, nelle Isole Salomone.
Da essa deriva la lingua dei segni rennellese e forse dal creolo della lingua dei segni australiana.